# Crist pensatiu
Crist pensatiu (en lituà: Rūpintojėlis) és una de les imatges més famoses de l'art popular lituà, representa a Crist, assegut, inclinat, amb la mà dreta sostenint el seu cap. Aquest Crist pensatiu es realitza en diverses mides i és, no solament per als catòlics, sinó que serveix també, entre altres coses, com a bescanvis de regals diplomàtics a nivell internacional. Les escultures, en la seva majoria, estan fetes en talla de fusta per escultors imatgers (en lituà:dievdirbys), encara que també es troben en altres materials com en pedra. Els crítics de l'art han deduït que probablement aquestes imatges estan relacionades amb el «baró de dolors» (Vir dolorum) de l'art alemany i polonès, on va esdevenir un tema popular.

## Història
Les primeres documentacions es troben al nord d'Alemanya, encara que el seu origen no és ben conegut. Marija Gimbutas va llançar la teoria que el tema va poder ser pres de l'Europa precristiana, i es troba a les analogies de cercles culturals antics europeus. Les denominades Pensive Christ en anglès i Christus im Elend en alemany són similars a les representacions de l'Ecce Homo, assegut i amb el cap recolzat en una mà. El seu predecessor pot ser també el Crist clavat en la creu de l'església de Sant Francesc d'Asís (coneguda també com a Església de Bernat) del barri vell de Vílnius, realitzat per artistes populars.